# Kenny Cunningham (Fußballspieler, 1971)
Kenneth Edward „Kenny“ Cunningham (* 28. Juni 1971 in Dublin) ist ein ehemaliger irischer Fußballspieler. Der Verteidiger, der zumeist auf der rechten Seite, alternativ aber auch auf den anderen Abwehrpositionen eingesetzt werden konnte, war in den beiden höchsten englischen Ligen für den FC Millwall, den FC Wimbledon, Birmingham City sowie den AFC Sunderland aktiv. Darüber hinaus absolvierte er zwischen 1996 und 2005 insgesamt 72 Länderspiele für die irische A-Nationalmannschaft, war WM-Endrundenteilnehmer 2002 und in den letzten drei Jahren bis 2005 Irlands Kapitän.

## Sportlicher Werdegang

### Vereinskarriere

#### Anfänge: Über Dublin nach Millwall (bis 1994)
Der in der irischen Hauptstadt geborene Cunningham besuchte die St.-Vincent’s-Schule in Glasnevin, in der mehr Gaelic Football als Fußball gespielt wurde. So pflegte er in jungen Jahren auch lange den Kontakt zu zwei Sportarten, bis er sich nach Jahren bei dem für seine gute Jugendarbeit bekannten Fußballklub Home Farm Ende der 1980er-Jahre gegen den gälischen Fußball entschied. Sein Weg führte ihn zunächst zu dem Amateurklub Tolka Rovers, von wo aus er 1989 nach London aufbrach, um dort beim FC Millwall eine Profifußballkarriere zu starten.
Er absolvierte die Saison 1989/90 „auf Probe“, sprich der ursprüngliche Vertrag hatte nur eine einjährige Laufzeit. Dabei debütierte er am 17. März 1990 in der First Division, die damals die höchste englische Spielklasse war, gegen Norwich City (1:1) auf der rechten Abwehrseite. Obwohl der Klub schließlich als Tabellenletzter abstieg, war Cunningham noch vier weitere Male zum Einsatz gekommen. Dazu verlängerte die Vereinsführung mit ihm den Kontrakts um zwei weitere Jahre. Insgesamt blieb Cunningham bis November 1994 bei den „Löwen“, wobei der angestrebte Wiederaufstieg weder unter Bruce Rioch noch Mick McCarthy ab der Saison 1992/93 gelang. Zu einem Stammspieler auf der rechten Seite reifte er dabei erst unter seinem Landsmann McCarthy; zuvor war er über den Status des Ergänzungsspielers nicht hinausgekommen und zu gleichen Teilen auf der linken Außenbahn oder im Zentrum eingesetzt worden.

#### FC Wimbledon (1994–2002)
Für 1,25 Millionen Pfund wechselte er Anfang November 1994 „im Paket“ mit Jon Goodman in die Premier League zum FC Wimbledon. Bei den „Dons“ eroberte er sich auf Anhieb einen Stammplatz – gelegentlich als Teil einer Dreier-Abwehrkette –, zeigte sich ballsicher und auch bei Offensivaktionen durch erfolgreiches „Überlaufen“ effektiv. Mit Ausnahme einer Sperre von sechs Spielen war Cunningham auch in der Saison 1995/96 „dauerpräsent“ und besonders nach Weihnachten 1995 verbesserte sich seine Form derart, dass er das Interesse der irischen A-Nationalmannschaft auf sich zog. Die beste Ligaplatzierung in seiner Karriere gelang Cunningham in der Saison 1996/97 mit dem achten Rang, zu dem er letztlich 36 Auftritte in der Startelf und eine Reihe von Torvorbereitungen durch Pässe und Flankenläufe beisteuerte.
Insgesamt reifte er immer mehr zu einem zuverlässigen Schlüsselspieler im Abwehrverbund, ob nun als rechter Verteidiger, als sogenannter „Wingback“ außen im 3-5-2-System oder im Zentrum. Geschätzt wurde Cunningham, der 1998 die Auszeichnung zu Irlands Nationalspieler des Jahres erhielt, auch durch seine guten Antizipationsfähigkeiten und Führungsqualitäten, die nicht selten in deutlichen Ansprachen an Mannschaftskameraden auf dem Platz ihren Ausdruck fanden. In der Saison 1999/2000 vertrat Cunningham für kurze Zeit den verletzten Kapitän Robbie Earle. Dabei zeigte er in der Regel die gewohnt konstant guten Leistungen, ob nun auf seiner angestammten rechten Abwehrposition oder im Falle von Verletzungssorgen auf der linken Seite oder in der Innenverteidigung. Er kam dabei in 37 von 38 Meisterschaftsspielen zum Einsatz und fehlte nur am „schwarzen Sonntag“, als die Partie gegen den FC Southampton den Abstieg in die zweite Liga besiegelte. In der Zweitligaspielzeit 2000/01 musste Cunningham lange wegen einer Leistenverletzung pausieren und erst Ende Januar 2001 kehrte er zur Mannschaft zurück. Dort bildete der mittlerweile zum Kapitän beförderte Routinier fortan mit Mark Williams das Abwehrzentrum. Es folgte für ihn eine letzte Spielzeit 2001/02, in der er in einem stark umgebauten Defensivverbund die letzte Konstante blieb, bevor er im Juli 2002 mit dem Wechsel zu Birmingham City die Gelegenheit zur Rückkehr in die Premier League ergriff.

#### Birmingham & Sunderland (2002–2007)
Die Ablösesumme betrug für den von Steve Bruce trainierten Aufsteiger 600.000 Pfund und in der Zwischenzeit zum Kapitän der irischen Nationalmannschaft gereift war er in der Abwehrmitte – in der Rückrunde gemeinsam mit Matthew Upson – mit ein Garant für den Klassenverbleib 2003. Trotz einiger hartnäckiger Verletzungssorgen, die Cunningham in der anschließenden Saison 2003/04 zwischen den Spieltagen nur selten zu adäquaten Trainingseinheiten kommen ließen, war Cunningham als Kapitän weiter ein wichtiger Faktor in der Mannschaft, die den Sprung in die obere Tabellenhälfte realisierte.
Nach einer Sperre für zwei Partien zu Beginn der Saison 2004/05 war er auch in seinem dritten Jahr für Birmingham in jeder Partie dabei und repräsentierte den Führungsspieler, der mit dafür sorgte, dass die Mannschaft zwar nicht den Vorjahreserfolg wiederholen konnte, aber mit Rang 12 den Klassenerhalt komfortabel sicherte. Cunninghams vierte und letzte Saison endete dann jedoch mit dem Abstieg als Drittletzter der Premier League. Zuvor hatte er im Kampf um den Klassenverbleib altersbedingt nicht mehr die vorherige Schnelligkeit gezeigt, dafür jedoch manches Defizit noch mit gutem Stellungsspiel ausgeglichen. Birmimghams Zuschauer verabschiedeten ihn bei seiner Auswechslung anlässlich des letzten Heimspiels mit stehenden Ovationen. Zum Saisonende erhielt er die Freigabe für einen Vereinswechsel und mit dem AFC Sunderland, der wie Birmingham gerade in die Football League Championship abgestiegen war, fand sich im Juli 2006 schnell ein neuer Arbeitgeber.
Die Zeit in Sunderland stellte nur ein kurzes Intermezzo dar. Zunächst fand er gut in die neue Mannschaft hinein, vertrat dabei sogar den etatmäßigen Kapitän Steven Caldwell, bevor ihn im September 2006 eine Oberschenkel- und wenig später eine Knieverletzung außer Gefecht setzte. Dadurch kam er bis zum Saisonende zu keinem weiteren Einsatz mehr und der AFC Sunderland ließ ihn zum Ende der Saison 2006/07 ziehen. Daraufhin beendete Cunningham seine aktive Laufbahn.

### Irische Nationalmannschaft
Cunningham absolvierte 72 Länderspiele für die irische A-Nationalmannschaft. Dabei gab er nach vier Auftritten für die U-21-Auswahl sein Debüt an der Seite von Paul McGrath im Abwehrzentrum gegen Tschechien (0:2) im April 1996. Als kurze Zeit später sein ehemaliger Millwall-Trainer und Förderer Mick McCarthy die sportliche Leitung übernahm, blieb Cunningham auch in den folgenden Jahren eine feste Größe, als dieser die Mannschaft mit Spielern wie ihm, Gary Breen und Ian Harte verjüngte. Zunächst scheiterte Cunningham in zwei Play-off-Spielen zur Teilnahme an den Endrundenturnieren der WM 1998 in Frankreich (gegen Belgien) sowie der Euro 2000 in den Niederlanden und Belgien (gegen die Türkei), bevor er – auch verletzungsbedingt – in den erfolgreichen Qualifikationspartien für die WM 2002 in Japan und Südkorea seltener zum Zug kam, da in der Defensive zumeist Gary Kelly, Stephen Carr, Richard Dunne, Gary Breen und Steve Staunton bevorzugt wurden. Im Turnier selbst kam er dann zu zwei Einsätzen per Einwechslung für Staunton, zunächst kurz vor Schluss gegen Deutschland (1:1) und bereits nach etwa 50 Minuten im Achtelfinale gegen Spanien, das mit dem Ausscheiden nach Elfmeterschießen endete.
Nach der Weltmeisterschaft erhielt Cunningham nach dem Rückzug von Roy Keane von McCarthy auf fixer Basis das Kapitänsamt. Unter seiner Ägide verpasste Irland jedoch die folgende Euro 2004 in Portugal und als ein Remis im Oktober 2005 gegen die Schweiz auch das Scheitern in der Qualifikation für die WM 2006 in Deutschland bedeutete, beendete Cunningham seine Laufbahn in der irischen Nationalmannschaft.

## Aktivitäten nach der Karriere
Nach seiner eigenen Spielerlaufbahn begann Cunningham als Fußballexperte für den irischen Rundfunksender RTÉ. Darüber hinaus arbeitete er für den Amateurklub Nuneaton Town und qualifizierte sich weiter zu einem UEFA-lizenzierten Trainer.

## Titel/Auszeichnungen
- Irischer Nationalspieler des Jahres (1): 1998